# Gustav Freytag
Gustav Freytag (Kreuzburg (Szilézia), 1816. július 13. – Wiesbaden, 1895. április 30.) német író.

## Élete
Kezdetben Boroszlóban a német irodalom tanára volt és 1848-tól Lipcsében a Grenzbotent szerkesztette. Első drámai alkotása a Brautfahrt oder Kunz v. der Rosen vígjáték volt (Berlin, 1845), amely finom megfigyelő tehetséget és eleven érzéket árul el. Ezek után egymásután szinrekerültek: Graf Waldemar (1847); Der Gelehrte, Die Journalisten (1853). Műveit szellem, meleg érzés és emberismeret jellemzi, amellett virtuóz meseszövéssel és gazdag részletezéssel élénkíti darabjait. Finom humora és mély pszichológiája szintén sehol sem hagyja el. Írt azonkivül számos történeti és dramaturgiai tanulmányt, de igazi művészi egyénisége regényeiben mutatkozik leginkább. Legkitűnőbb regénye a Soll und Haben (Lipcse, 1855-1885. 30 kiad., magyarul Kalmár és báró. Téli könyvtár, Pest, 1856), amellyel a legnagyobb hatást érte el, s amely állandó emléket biztosít számára a német irodalomban. Tendenciája az, hogy a kereskedelmi polgárságot elébe tegye minden más iránynak és osztálynak. Egy másik szociális regénye Die verlorene Handschrift (Lipcse, 1864-1884-ig 14 kiad.), melyben a tudományos világot elébe teszi az udvari embereknek. Mindkét regényével a legelső német írók sorába lépett. Egyik nagyobb munkája: Die Ahnen; írt azonkivül több kisebb művelődéstörténeti novellát és regényt is.

## Magyarul
- Kalmár és báró. 1-7. rész; Freytag Gusztáv Soll und Haben regénye után németből fordítva; Heckenast, Pest, 1856 (Téli könyvtár)
- Nagyenyed pusztulása 1849 január 9-edikén. Egy nagyenyedi család. Elbeszélés a nehéz időkből; ford. Székely Ödön; Nagy Ny., Nagyenyed, 1914
- Üzlet és becsület; ifjúsági átdolg. Erdélyi Antal; Szt. István Társulat, Bp., 1921
- Tartozik és követel, 1-3.; ford. Fülöp Zsigmond; Nova, Bp., 1928 (Regények-regényei)